# Tadeusz Majerski

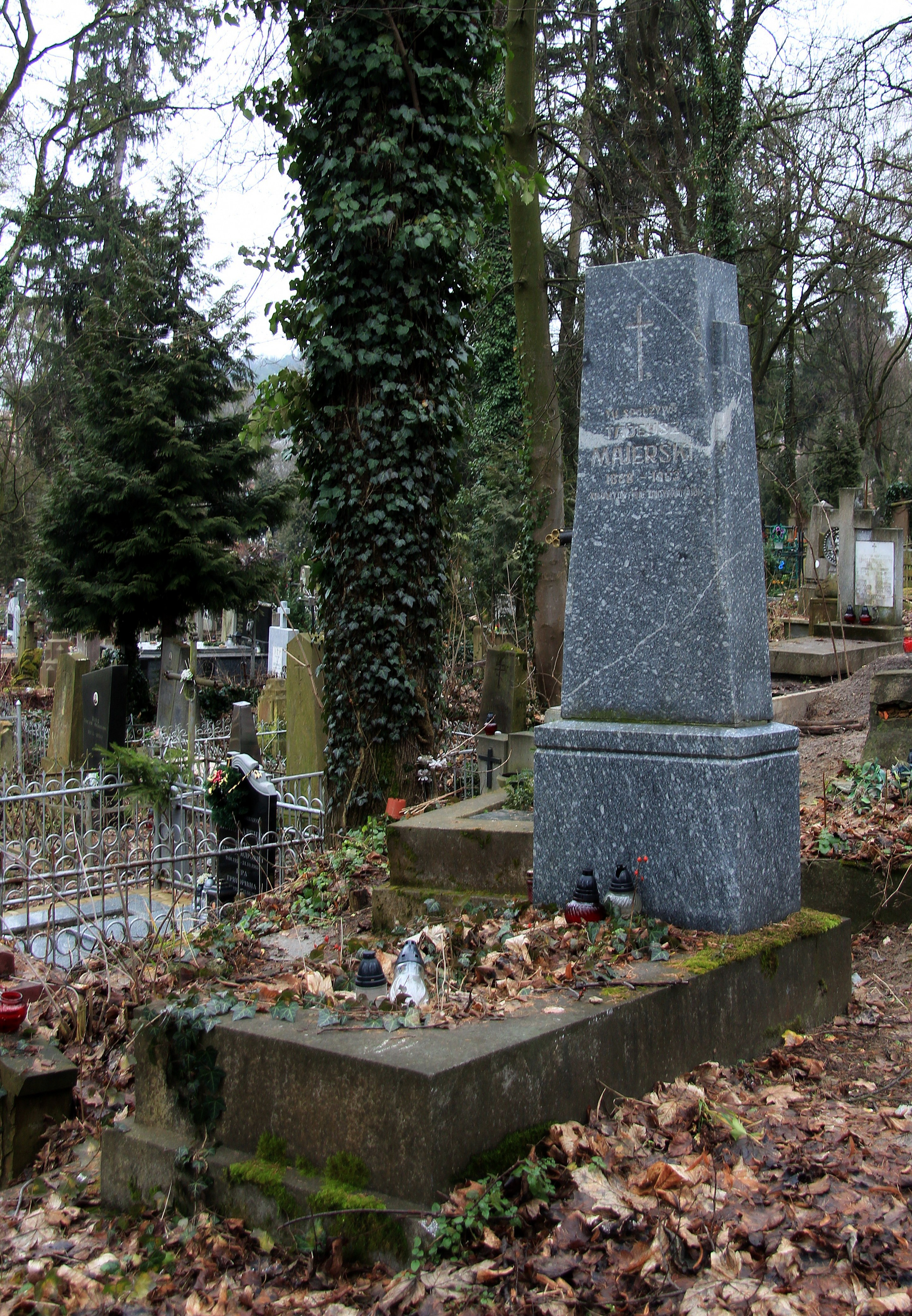

Tadeusz Majerski (ur. 29 czerwca 1888 we Lwowie, zm. 16 października 1963 tamże) – polski kompozytor, pianista i pedagog.

## Życiorys
W latach 1905–1911 studiował we Lwowie, w konserwatorium Galicyjskiego Towarzystwa Muzycznego oraz na uniwersytecie. W latach 1911–1913 kontynuował studia u Josefa Pembaura w Lipsku.
Od 1913 udzielał prywatnych lekcji gry fortepianowej, a od 1920 jako profesor konserwatorium Polskiego Towarzystwa Muzycznego we Lwowie. 1920–1930 występował w wielu miastach Polski oraz w Belgradzie, Wiedniu, Budapeszcie, również z bratem Janem, śpiewakiem paryskiej Opéra; koncertował także ze znanym wiolonczelistą, swoim szwagrem, Dezyderiuszem Danczowskim. Działał też jako krytyk muzyczny. W 1927 zorganizował Lwowskie Trio, z którym koncertował w Polsce. 1931 założył we Lwowie Towarzystwo Miłośników Muzyki i Opery. Od 1939 był profesorem Lwowskiego Konserwatorium Państwowego.
Do jego uczniów należeli: Leszek Mazepa, Andrzej Nikodemowicz i Lew Kompanijec.
Jego krewną jest Kaja Danczowska, wnuczka Jadwigi z domu Majerskiej, jego siostry, i Dezyderiusza Danczowskiego, dla której Tadeusz napisał koncert skrzypcowy.

## Twórczość
Majerski zaczął komponować w czasie studiów. Fascynowała go przede wszystkim muzyka współczesna, m.in. Mieczysława Karłowicza i Karola Szymanowskiego. Był jednym z pierwszych dodekafonistów w Polsce. Jego muzykę cechuje bardzo zróżnicowana interwałowo melodyka, bogata i różnorodna rytmika, wyrafinowana harmonika, wypływająca m.in. z zastosowania dodekafonii wykorzystanie elementów polskiego folkloru, barwna instrumentacja i jasna forma. Rękopisy utworów Majerskiego znajdują się w Bibliotece Narodowej w Warszawie.

## Wybrane kompozycje
(na podstawie materiału źródłowego)

### Utwory sceniczne
- Miss Ellis (Błękitny wiatr), 3-aktowa komedia muzyczna, libretto kompozytor, 1926, wyst. Lwów 1930

### Utwory orkiestrowe
- Nocturn, 1937
- Etiudy symfoniczne, ok. 1938
- Symfonia, 1939
- Symfonietta, 1947
- Toccata i fuga, 1947
- Suita na orkiestrę kameralną, 1930
- Marsz na tematy polskich pieśni ludowych na orkiestrę dętą, 1950
- Koncert fortepianowy, 1934
- Koncert – poemat fortepianowy, 1947 (2. wersja, 1956)
- Koncert skrzypcowy, 1962

### Utwory kameralne
- Trio smyczkowe, 1932
- Suita na wiolonczelę i fortepian, 1936 (2. wersja pt. Sonata, 1949)
- Kwintet fortepianowy (pamięci Mieczysława Karłowicza), 1953
- Orchestra na skrzypce i fortepian, 1954

Oraz liczne utwory fortepianowe, pieśni na głos i fortepian, muzyka teatralna